# Eugnorisma
Eugnorisma is een geslacht van nachtvlinders uit de familie Noctuidae.

## Soorten
- Eugnorisma arenoflavida (Schawerda, 1934)
- Eugnorisma chaldaica (Boisduval, 1840)
- Eugnorisma depuncta (Linnaeus, 1761)
- Eugnorisma eminens (Lederer, 1855)
- Grijze herfstuil (Esper, 1778) - grijze herfstuil
- Eugnorisma ignoratum Varga & L. Ronkay, 1994
- Eugnorisma insignata (Lederer, 1853)
- Eugnorisma miniago (Freyer, 1839)
- Eugnorisma pontica (Staudinger, 1892)
- Eugnorisma puengeleri Varga & L. Ronkay, 1987

## Bron
- Natural History Museum Lepidoptera genus database